# Paweł Stefan Sapieha
Paweł Stefan Bohdanowicz Sapieha herbu Lis (ur. 1565, zm. 19 lipca 1635 w Holszanach) – marszałek Trybunału Głównego Wielkiego Księstwa Litewskiego w 1598 roku, podkanclerzy litewski w 1623 roku, koniuszy litewski w 1593 roku, starosta oszmiański przed 1602 rokiem, dworzanin Jego Królewskiej Mości.

## Życiorys
Był synem Bohdana i bratem Mikołaja. Studiował na Akademii Wileńskiej.
W 1580 przedstawiony został królowi Stefanowi Batoremu zostając jego dworzaninem. Od 1588 był dworzaninem hospodarskim. 25 czerwca 1593 dzięki poparciu Lwa Sapiehy został koniuszym wielkim litewskim. W 1600 posłował na sejm. W tymże roku pielgrzymował do Rzymu na obchody roku jubileuszowego, gdzie był przyjęty przez papieża Klemensa VIII. W 1604 ponownie posłował na sejm.
Brał udział w kampanii smoleńskiej 1609–1611. Podczas oblężenia Smoleńska stracił rękę. Za zasługi otrzymał w 1611 starostwo homelskie. W dalszych latach posłował na sejm jeszcze dwukrotnie: w 1611 i 1619. 14 lutego 1623 został mianowany podkanclerzym litewskim. Był zwolennikiem obniżenia wartości polskich talarów i dukatów w celu zmniejszenia ich wywozu za granicę. W 1632 sugerował podjęcie rozmów z Gustawem Adolfem widząc realne dla Rzeczypospolitej zagrożenie zbliżenia moskiewsko-szwedzkiego.
Był z królem Zygmuntem podczas ostatnich dni jego życia. Był członkiem konfederacji generalnej zawiązanej 16 lipca 1632 roku. Brał udział w tajnych naradach senatu pod przewodnictwem prymasa Janem Wężykiem (2–5 maja 1632), a także w dalszych czynnościach elekcyjnych, włącznie z koronacją Władysława IV w lutym 1633. Podpisał pacta conventa Władysława IV Wazy w 1632 roku. W lipcu 1633 podążył z królem pod Smoleńsk, wycofując się jednak z obozu ze względu na zły stan zdrowia. Jako najstarszy żyjący Sapieha wezwał do obozu królewskiego syna zmarłego przed kilkoma miesiącami kanclerza wielkiego litewskiego Lwa Sapiehy, Kazimierza Leona do objęcia przywódcy stronnictwa sapieżyńskiego.
Od początku 1634 przebywał w swoim zamku w Holszanach ciężko chorując. Dwukrotnie podczas jego choroby rozchodziły się plotki o jego śmierci, dwukrotnie doprowadzając do nadania jego urzędów przez króla potencjalnym następcom. Za drugim razem Paweł Stefan przybył w lutym 1635 do Warszawy, aby uciąć przedwczesne kalkulacje.
Paweł Stefan Sapieha zmarł w Holszanach i 24 września został pochowany w ufundowanym przez siebie w kościele św. Jana Chrzciciela.
Dwie z 3 córek z małżeństwa z Elżbietą Wesselinówną zostały zakonnicami Eudoksja (Katarzyna) w zakonie bazylianek w Wilnie, Teofila (Tekla) u klarysek w Wilnie a Krystyna wyszła za mąż za podstolego
litewskiego Jana Hieronima Chodkiewicza.

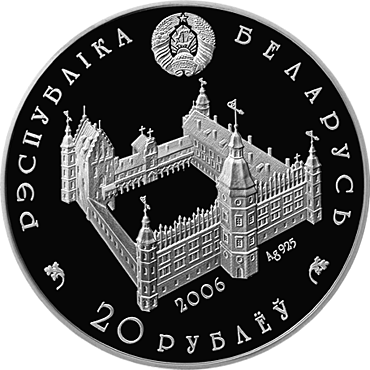
Zamek w Holszanach w czasach Sapiehów na białoruskiej monecie
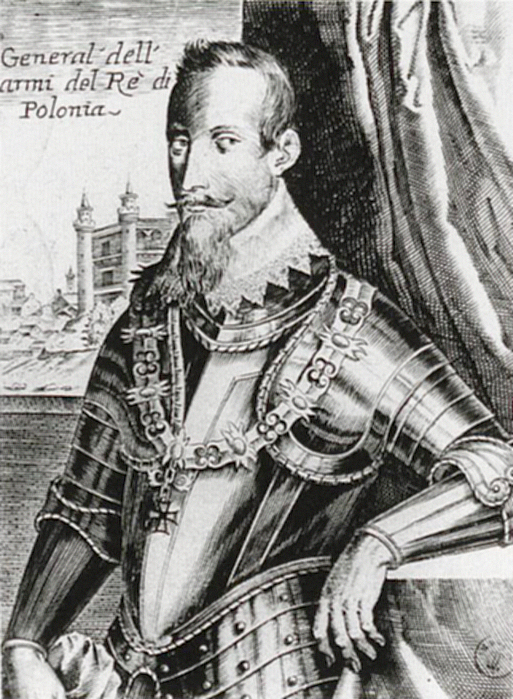
Wizerunek z około 1620 r.
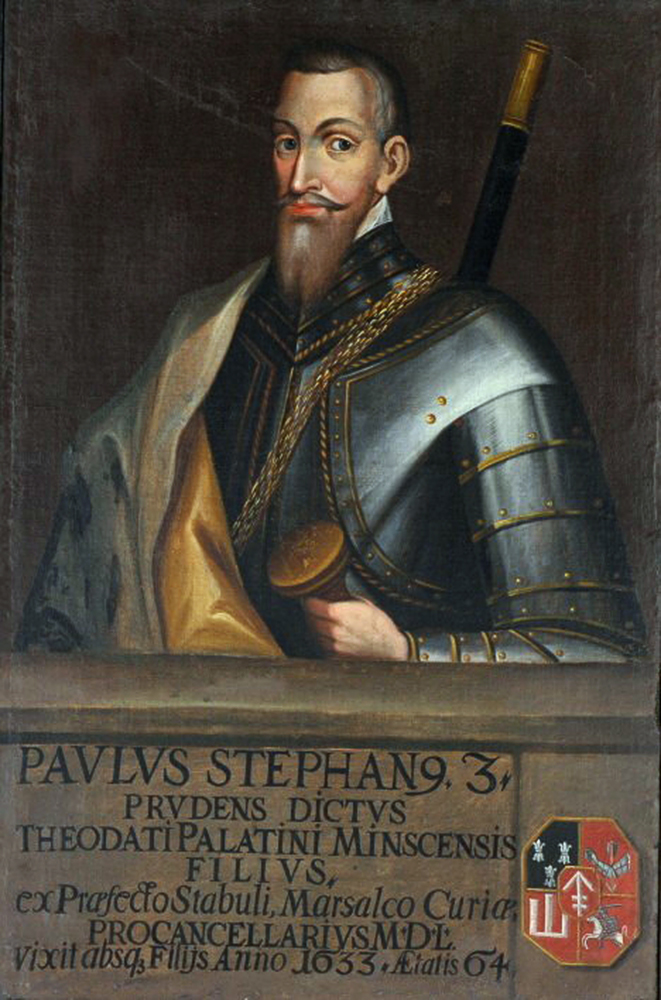
Wizerunek z 1709 r.
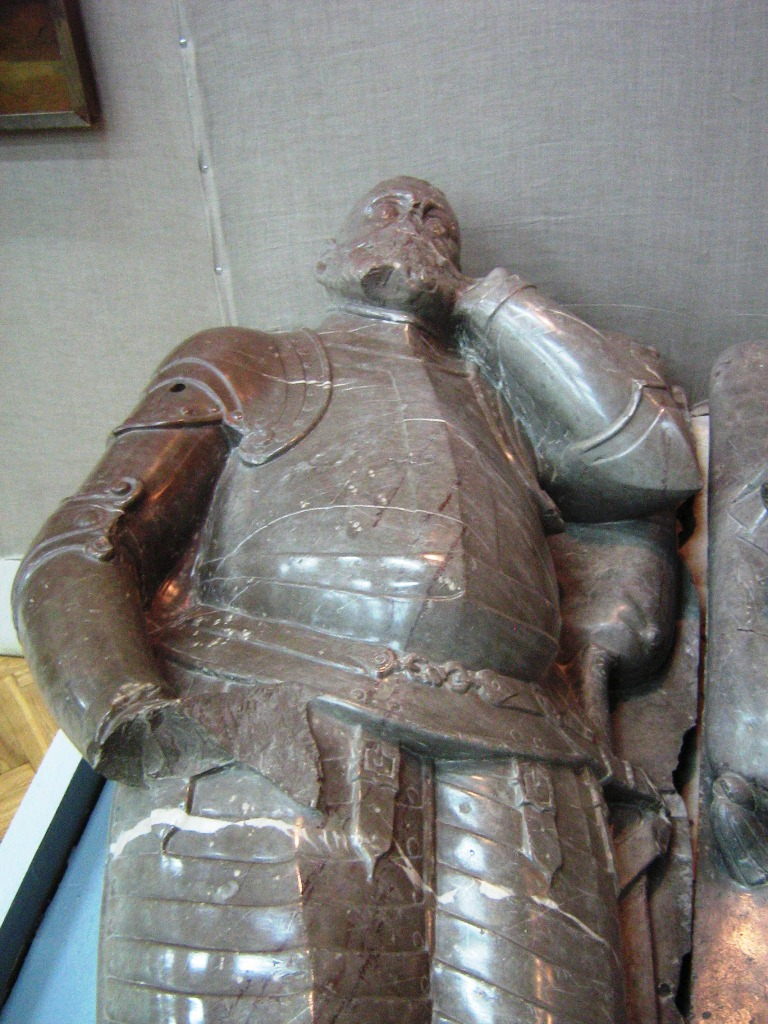
Figura z nagrobka
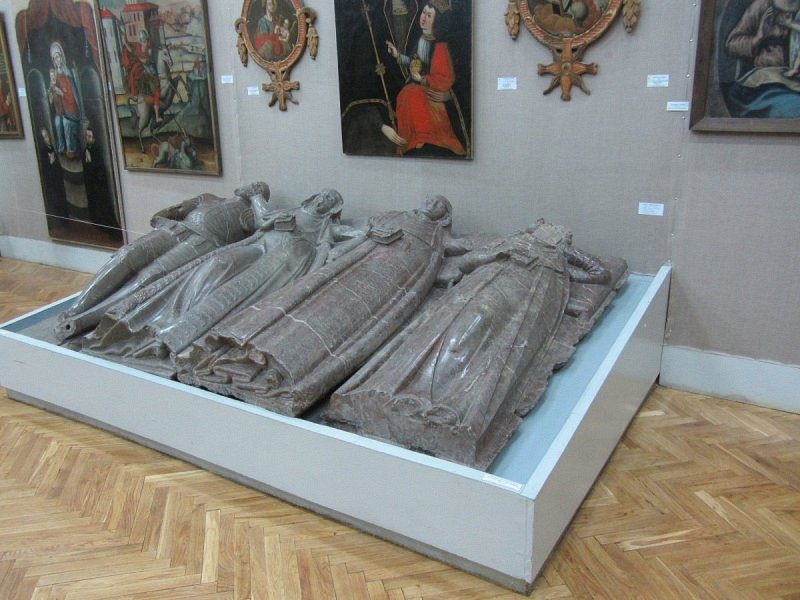
Pozostałości nagrobka